# Abscisse
Abscissen, ofte betegnet {\displaystyle x}, er førstekoordinaten i et koordinatsystem. Andenkoordinaten betegnes da ordinaten.
At betegne {\displaystyle x}-aksen (abscisseaksen) i et koordinatsystem som "abscissen" er en udbredt, men mindre korrekt sprogbrug. Førsteaksen er almindeligvis vandret.
Imidlertid omtales et punkts x- og y-værdi ofte som hhv. punktets første- og andenkoordinat.
| Dodekaeder | Spire Denne artikel om geometri er en spire som bør udbygges. Du er velkommen til at hjælpe Wikipedia ved at udvide den. |